# Сан-Лоренсу (мікрорегіон)

Сан-Лоренсу на карті штату Мінас-Жерайс

Сан-Лоренсу (порт. Microrregião de São Lourenço) — мікрорегіон в Бразилії, входить в штат Мінас-Жерайс. Складова частина мезорегіону Південь і південний захід штату Мінас-Жерайс. Населення становить 213 717 чоловік на 2006 рік. Займає площу 3 831.155 км². Густота населення — 55,8 чол./км².

## Склад мікрорегіону
До складу мікрорегіону включені наступні муніципалітети:
1. Алагоа
2. Баепенді
3. Камбукіра
4. Карму-ді-Мінас
5. Кашамбу
6. Консейсан-ду-Ріу-Верді
7. Ітамонті
8. Ітаньянду
9. Жезуанія
10. Ламбарі
11. Олімпіу-Норонья
12. Паса-Куатру
13. Позу-Алту
14. Соледаді-ді-Мінас
15. Сан-Лоренсу
16. Сан-Себастьян-ду-Ріу-Верді

| Бразилія | Це незавершена стаття з географії Бразилії. Ви можете допомогти проєкту, виправивши або дописавши її. |